# Майлз Стром
Майлз Стром (англ. Miles Straume) — персонаж телесериала «Остаться в живых», прибывший на остров на корабле «Kahana». Экстрасенс, способен общаться с умершими людьми. Майлз — сын Пьера Чанга и Лары Чанг. Майлз знает или догадывается о многих тайнах Острова, но пока никому ничего не рассказывает. Когда представилась возможности уехать с Острова, перед его перемещением, он решил остаться.

## Биография

### Детство на Острове
Майлз родился на Острове. Его родители — Пьер Чанг и Лара Чанг, были членами DHARMA Initiative. Однажды утром Пьер просыпается из-за плача Майлза. Лара говорит ему, что сегодня его очередь. Чанг подходит к сыну и начинает успокаивать. («Потому что вас нет», 1-я серия 5-го сезона) Чанг, также всегда читал Майлзу перед сном. («Некоторые любят похолоднее», 13-я серия 5-го сезона) Через четыре месяца после рождения Майлза объявили эвакуацию женщин и детей с острова. Чанг сказал Ларе, чтобы она с сыном уезжала с Острова. Они попрощались, и Лара с Майлзом уплыли на подводной лодке. («Следуй за лидером», 15-я серия 5-го сезона)

### Вне Острова
После острова, Майлз и Лара поселились в Энсино, штат Калифорния. Майлз рос и со временем стал понимать, что обладает некими способностями. Первый раз способности проявились в 8 лет. Он услышал голос человека. Когда Майлз вбежал в его дом, мужчина был мёртв. («Некоторые любят похолоднее», 13-я серия 5-го сезона)
Несколько лет спустя, Майлз посещает свою мать, которая сильно больна и прикована к постели. Хотя его мать была рада видеть его, она спросила, почему он приехал в гости, так как он не всегда приезжал раньше, и он ответил, что он хочет узнать о своем отце. Она сказала, что его отец погиб и она не знает где он похоронен. Но Лара ничего не сказала о жизни на острове и о Дхарме. («Некоторые любят похолоднее», 13-я серия 5-го сезона)
Став взрослее Майлз начал работать экстрасенсом, разговаривая с погибшими людьми. Однажды Майлз ехал в машине. Он слушал новости, где говорилось, что все 324 человека на рейсе Oceanic 815 погибли. Он приезжает в дом к женщине, внука которой убили. Она попросила Майлза прогнать дух внука из комнаты. Взяв плату, Майлз пошёл наверх. Он включил шумный прибор и начал разговаривать с духом. Он спросил, где что-то лежит. Он отодвинул шкаф, взял пачку купюр и задвинул шкаф на место. После всего он вернул бабушке половину её платы. («Официально погибшие», 2-я серия 4-го сезона) Чарльз Уидмор узнал о его даре и прислал к нему Наоми Доррит, чтобы она проверила способности Майлза и уговорила его поехать на остров. Поначалу Майлз отказывался, но когда Наоми сказала, что ему заплатят 1 миллион 600 тысяч долларов и он согласился. Позже выходя из кафе с рыбным тако, Майлза поймал парень по имени Брам и сказал ему, чтобы он отказался плыть на Остров, но Майлз не послушал совета. («Некоторые любят похолоднее», 13-я серия 5-го сезона)
Перед отплытием корабля Майлз говорит проходящему мимо Кевину Джонсону эти слова: «Тебя зовут не Кевин», а потом произносит другую фразу: «Но я сохраню твой секрет». Кевин смотрит на него с большим удивлением. («Знакомьтесь, Кевин Джонсон», 8-я серия 4-го сезона)

### Возвращение на Остров
Майлз вылетел на Остров в составе научной команды. Когда вертолёт попал в бурю, он, как и остальные, вынужден был прыгать с парашютом. Майлзу не повезло, так как он жёстко приземлился на скалистый берег, потеряв сознание. Он пришёл в себя когда его нашли Дэниел, Джек и Кейт. Когда Джек подошёл к нему Майлз резко вскочил и, угрожая пистолетом, потребовал отвести к телу Наоми. Кейт попыталась объяснить, сказав, что её убили не они, а Локк. Они отвели Майлза к её телу, «пообщавшись» с ней Майлз поверил выжившим, рассказав, что они прилетели за Бенджамином Лайнусом. Неожиданно к Майлзу поступает сигнал от Шарлотты, медиум уже собирался пойти туда, держа на прицеле Джека и Кейт, но из джунглей вышли Саид и Джульет и отняли у Дэниела и Майлза пистолеты. («Официально погибшие», 2-я серия 4-го сезона) Днями позже Саид отдает Майлза Локку, обменивая его на Шарлотту. В плену у Локка, Майлз использовал Кейт, чтобы переговорить с Беном, но был посажен лодочный сарай с гранатой во рту. После того, как Бен рассказал Локку о своём шпионе на корабле, Майлза привели на общее собрание группы. Он подтвердил, что как только Бен будет схвачен, всех остальных убьют. Локк шутя упомянул о возможной сделке между Майлзом и Беном. Майлз ещё раз заявил, что Бен из тех людей, которые всегда получают то, чего хотят. («Знакомьтесь, Кевин Джонсон», 8-я серия 4-го сезона) Когда наёмники атаковали Казармы, Кими освободил Майлза, чтобы тот передал Бену рацию и сообщил о пленнице — Алекс. Майлз сделал всё, как его просили, попутно заявив, что с Клер, которую Сойер вытащил из-под обломков разрушенного домика, не всё в порядке. После смерти Алекс и атаки Монстра, Майлз присоединился к Сойеру и Клер, нёсшей Аарона, которые решили возвращаться на пляж. По пути Майлз услышал голоса Карла и Руссо, которые были похоронены не очень глубоко под землей. («Счастливая привычная жизнь») Когда Дэниел собирал группу для отправки на корабль, Майлз отказался от этого предложения. Чуть позже, он выразил своё удивление Шарлотте, которая также решила остаться на Острове, а затем признался, что знает о том, что она уже была здесь раньше. («Долгожданное возвращение. Часть 2», заключительная серия 4-го сезона)